# Língua itzaʼ
Itzaʼ (também chamada Itzaj) é uma  Língua maia em perigo de extinção falada pelo povo Itza próximo ao Lago Petén Itzá no centro-norte Guatemala e na vizinha Belize. O idioma tem menos de 1.000 falantes fluentes, todos adultos mais velhos.
Itza 'era a língua de administração em grande parte da Península de Yucatán durante a supremacia de Chichén Itzá. Mais tarde, o povo Itza´’ 'teve a última nação maia independente na Mesoamérica até 1697. Durante este tempo, o povo Itza 'reassentou sua casa ancestral na Bacia de Petén. A subjugação da capital Itza' pelos espanhóis forçou o povo Itza 'a fugir ou viver entre os espanhóis, como em  San José (Guatemala), onde vivem os únicos falantes modernos da língua.
Os modernos Itza 'são os últimos maias das Terras Baixas a serem capazes de rastrear diretamente sua herança até a era pré-colombiana. A língua Itza 'reflete essa história em sua nomenclatura para o mundo natural: as palavras Itza' se referindo à agricultura e às práticas agrícolas permanecem inalteradas desde que foram registradas pela primeira vez. Além disso, Itza 'possui um vocabulário rico para culturas e animais que codifica informações específicas sobre diferentes variedades e indivíduos das espécies.

## Escrita
A línguas usa o alfabeto latino na qual não se usam as letras C e H quando isolados, nem Q, Z; Usam-se as formas B’, Ch, Ch’, P’, T’, Tz’.

## Fonologia

### Consoantes
A tabela a seguir mostra os fonemas consonantais da língua A ortografia da língua difere da notação do AFI, a ortografia usada pela Academia de Lenguas Mayas de Guatemala é indicada entre colchetes.
|                  |             | Bilabial | Alveolar | Alveolar  | Palatal   | Velar | Glotal |
| plana            | africada    | Bilabial |          |           | Palatal   | Velar | Glotal |
| ---------------- | ----------- | -------- | -------- | --------- | --------- | ----- | ------ |
| Plosiva Africada | plain       | p        | t        | t͡s ⟨tz⟩   | t͡ʃ ⟨ch⟩   | k     | ʔ ⟨ʼ⟩  |
| Plosiva Africada | Ejetiva     | pʼ       | tʼ       | t͡sʼ ⟨tzʼ⟩ | t͡ʃʼ ⟨chʼ⟩ | kʼ    | ʔ ⟨ʼ⟩  |
| Plosiva Africada | Implosiva   | ɓ ⟨bʼ⟩   |          |           |           |       |        |
| Fricativa        | Fricativa   |          | s        | s         | ʃ ⟨x⟩     |       | h      |
| Nasal            | Nasal       | m        | n        | n         |           |       |        |
| Aproximante      | Aproximante |          | l        | l         | j         | w     |        |

Os fonemas /d, g, f, v, r, ɲ/ foram adotados do espanhol e estão presentes apenas em empréstimos de outras línguas.

### Vogais
O gráfico a seguir mostra os fonemas vocálicos do itza’. Todas as vogais, exceto /ə/, têm equivalente longo e o comprimento da vogal é contrastivo.
|              | Anterior | Central | Back |
| ------------ | -------- | ------- | ---- |
| Fechada      | i iː     |         | u uː |
| Meio Fechada | e eː     | ə       | o oː |
| Aberta       |          | a aː    |      |

A lingua itza’ não têm tons nem acento tonal.

## Classificação
Itza' é abreviada "itz" nos códigos de línguas ISO 639-3. Pertence ao ramo Yucateca das línguas maias. As outras línguas no ramo Yucateca são o próprio Iucateque,  Lacandon, e  Mopan. Todas as línguas de Yucatã estão intimamente ligadas umas às outras. No entanto, as pessoas que falam Itza 'e aquelas que falam Yucatec têm dificuldade em se entender.
Existem 12 ramos diferentes da língua maia, todos com subfamílias como Itza '.

## História
O governo da Guatemala proibiu a fala de Itzá na década de 1930 e duas gerações de Itzá Maya cresceram aprendendo apenas espanhol. O final da década de 1980 trouxe um aumento no interesse do povo maia, incluindo os Itzá, em preservar seu patrimônio cultural. O governo guatemalteco criou uma instituição, a Academia de Lenguas Mayas de Guatemala, para ajudar a desenvolver e preservar várias línguas maias, incluindo o itza '.

## Distribuição geográfica
Itza 'é falado na costa norte do Lago Petén Itzá em San José, El Petén, Guatemala. Entre a população étnica de 2 mil, existem apenas cerca de 1.000 falantes de Itza, a maioria dos quais também usam o espanhol. 

## Gramática

### Substantivos
A posse é marcada com a mesma partícula ergativa que é usada em construções verbais. As construções de posse são marcadas de forma diferente com base no fato de a posse ser inerente ou não inerente. Partes do corpo, membros da família e propriedades pessoais são marcados como possuídos de maneira diferente do que partes de um todo. Existem construções de posse adicionais e são geralmente usadas onde o possuidor é inanimado.
Todos os substantivos em Itza 'possuem gênero gramatical. Os gêneros masculino e feminino são marcados abertamente por um prefixo, enquanto o gênero neutro não está marcado. O gênero não é marcado em todos os substantivos: normalmente, nomes próprios e profissões têm gênero marcado, enquanto outras categorias não. Os marcadores de gênero de Itza 'também desempenham o papel de designador rígido s: indivíduos específicos em todos os mundos possíveis terão gênero abertamente marcado, enquanto referências a classes de objetos não o têm.

### Verbos
Itza 'é uma Língua ergativa-absolutiva  que demonstra ergatividade dividida. Marcadores ergativos de pessoa gramatical indicam sujeitos de verbos intransitivos em aspecto imperfeito e todos os sujeitos de verbos transitivos, enquanto marcadores de pessoa absolutivos indicam sujeitos intransitivos em aspecto perfeito e em cláusula dependente em todos os objetos.
Itza 'emprega o modo gramatical Irrealis para marcar o tempo futuro: o modo é acoplado a um adjetivo temporal para formar uma construção futura. O pretérito é construído de forma semelhante usando os adjetivos de tempo perfeito e temporal. Semelhanças nas construções Irrealis e Perfeito podem sugerir que os Itza 'consideram o passado e o futuro semelhantes, o que reflete a visão de mundo dos Itza de que  o tempo é cíclico.

### Estrutura da frase
Itza tem ordem de palavras VOS (Verobo-Objeto-Sujeito), embora VSO também seja comum e todas as ordens de palavras sejam possíveis. A Topicalização é marcada pela adição de um sufixo e o movimento da palavra topicalizada para a posição inicial da frase.
Geralmente, os modificadores precedem as palavras que eles modificam: adjetivos, numerais, determinantes e negação seguem esse padrão. Possessivos, Demonstrativos e cláusulas relativas seguem tipicamente as palavras que eles modificam; adjetivos também podem ocorrer nesta posição. 

## Vocabulário
Itza 'possui um rico vocabulário de agricultura e taxonomia. Itza 'tem palavras específicas para codificar várias propriedades de diferentes variedades e indivíduos dentro de uma espécie. Plantas e animais de tamanhos, cores e gostos diferentes são referidos com termos diferentes. Além disso, os termos agrícolas em Itza 'foram virtualmente não influenciados pelo contato com os espanhóis, permitindo alguns insights sobre o vocabulário comum do pré-contato Itza. 

## Discurso
O discurso em Itza 'é marcado pelo forte uso de repetição e paralelismo linguístico. Palavras e construções linguísticas são frequentemente repetidas ao longo de uma ordem de frase para dar ênfase ao que está sendo falado. As frases resultantes são, portanto, compostas de várias frases completas, como na frase:
Incompletivo
|in-ten 	k-im-bʼel 	im-bʼen-es-eech
|EMP-1SG.PRO 	INC-1SG.A-go 	1SG.A-ir-CAUS-2SG
|" Eu vou te levar."
Incompletivo DTS:depende de status trasitivo
|in-ten 	k-im-bʼel 	inw-aʼl-e(j) 	tech
|EMP-1SG.PRO 	INC-1SG.A-go 	1SG.A-contar-DTS 	2SG.IO
|" Eu vou te contar."
A repetição do pronome  em dez  e o verbo  k-im-bʼel , bem como a quase repetição do pronome  eech / tech , são típicas do discurso de Itza. Esse estilo literário é comparável ao parataxe em português, um estilo de discurso em que frases simples e coordenadas são preferidas a frases longas e subordinadas.
O discurso, tanto comum quanto mitológico, muitas vezes emprega partículas de enquadramento - partículas colocadas antes e depois de uma frase para enquadrar a frase dentro do discurso como um todo. Essas partículas transmitem as relações espaciais e temporais entre novas e antigas peças de informação no discurso, criando unidades de discurso maiores..
As categorias tempo, aspecto e humor estão entrelaçadas na morfossintaxe verbal e adverbial de Itzaj Maya. O discurso narrativo de Itzaj sugere uma divisão entre o que uma pessoa sabe por experiência pessoal centrada em sua casa e cidade (o real) e o que é menos conhecido, mas imaginável, mais distante no espaço-tempo.